# Robin Hood (Fernsehserie, 2006)
Robin Hood ist eine britische Fernsehserie über den gleichnamigen Helden. Die Serie wurde im Auftrag der BBC One von Tiger Aspect Productions zwischen 2006 und 2009 produziert.

## Handlung
Nachdem Robin of Locksley, Earl of Huntington, mit seinem Leibdiener Much aus dem Krieg kommt und gemeinsam mit ihm zurück nach England geht, stellt Robin fest, dass er nicht im fernen Palästina, sondern daheim den Kampf gegen das Böse aufnehmen muss. Das Land wird von dem Sheriff von Nottingham, Vaisey, gemeinsam mit seinem Gehilfen, Guy of Gisborne, eisern regiert. Robin erhebt sich gegen den Sheriff, da drei Jungen aus seinem Dorf wegen einer Nichtigkeit hingerichtet werden sollen. Zusammen mit einer Bande von Gesetzlosen nimmt er den Kampf gegen das Böse auf. Er raubt die Reichen aus und gibt es den Armen. Gleichzeitig versucht er auch die finsteren Pläne des Sheriffs zu vereiteln. Dabei bekommt er Unterstützung von Lady Marian, der von Guy of Gisborne der Hof gemacht wird.

## Produktion
Am 24. Oktober 2005 gab Jane Trauter bekannt, dass die Serie für 2006 produziert werden wird, die als Platzfüller von Doctor Who dienen soll. Am 18. Februar 2006 gab Daily Mirror bekannt, dass Jonas Armstrong die Hauptrolle des Robin Hood erhielt, dies wurde am 3. April 2006 offiziell von BBC One bestätigt. Die Dreharbeiten begann im April 2006 in Ungarn. Das Budget für die erste Staffel umfasste acht Millionen Pfund.
Am 23. November 2006 gab der Sender die Produktion einer zweiten Staffel bekannt, die im März 2007 gedreht wurde.
Im Januar 2009 wurde die Serie von der BBC eingestellt. Als Grund wurden die sinkenden Einschaltquoten angegeben sowie, dass die beiden Hauptdarsteller Jonas Armstrong und Keith Allen die Serie nach der dritten Staffel verlassen wollten.

## Besetzung und Synchronisation
| Schauspieler/in   | Figur                          | Hauptrolle | Hauptrolle | Nebenrolle | Nebenrolle | Synchronsprecher        |
| Schauspieler/in   | Figur                          | Staffel    | Folge      | Staffel    | Folge      | Synchronsprecher        |
| ----------------- | ------------------------------ | ---------- | ---------- | ---------- | ---------- | ----------------------- |
| Jonas Armstrong   | Robin of Locksley / Robin Hood | 1–3        | 1–39       |            |            | Tim Knauer              |
| Lucy Griffiths    | Maid Marian                    | 1–2        | 1–26       | 3          | 39         | Sonja Spuhl             |
| Richard Armitage  | Sir Guy of Gisborne            | 1–3        | 1–39       |            |            | Sascha Rotermund        |
| Keith Allen       | Vaisey, Sheriff of Nottingham  | 1–3        | 1–39       |            |            | Erich Räuker            |
| Gordon Kennedy    | Little John                    | 1–3        | 1–39       |            |            | Michael Iwannek         |
| Sam Troughton     | Much                           | 1–3        | 1–39       |            |            | Robin Kahnmeyer         |
| Joe Armstrong     | Allan A Dale                   | 1–3        | 1–39       |            |            | Marcel Collé            |
| Harry Lloyd       | Will Scarlet                   | 1–2        | 1–26       |            |            | Louis Friedemann Thiele |
| William Beck      | Roy                            | 1          | 1–4        |            |            |                         |
| Anjali Jay        | Djaq                           | 1–2        | 5–26       |            |            | İlknur Bahadır          |
| David Harewood    | Tuck                           | 3          | 27–39      |            |            |                         |
| Joanne Froggatt   | Kate                           | 3          | 28–39      |            |            |                         |
| Lara Pulver       | Lady Isabella of Gisborne      | 3          | 31–39      |            |            |                         |
| Toby Stephens     | Prinz John                     | 3          | 32–39      |            |            |                         |
| Clive Standen     | Archer                         | 3          | 37–39      |            |            |                         |
| Matt Devere       | Elite Guard                    |            |            | 1–3        | 1–37       |                         |
| Michael Elwyn     | Edward                         |            |            | 1–2        | 1–20       | Hans Bayer              |
| Steven Waddington | King Richard                   |            |            | 2-3        | 26, 34     |                         |
| Mark Rhino Smith  | Karim                          |            |            | 2          | 14–26      |                         |
| Teresa Banham     | Rebecca                        |            |            | 3          | 28–38      |                         |

## Ausstrahlung

### Vereinigtes Königreich
In England startete die Serie auf den Sender BBC One am 7. Oktober 2006 und erreichte 8,56 Millionen Menschen. Die erste Staffel lief dort bis zum 30. Dezember 2006 und erreichte damit 5,67 Millionen Zuschauern. Die zweite Staffel startete am 6. Oktober 2007 und endete am 29. Dezember 2007. Die dritte Staffel wurde zwischen dem 28. März 2009 und dem 27. Juni 2009 ausgestrahlt. Das Serienfinale wurde nur noch von 2,43 Millionen Zuschauern gesehen.

### Deutschland
Die Rechte für die Free-TV-Ausstrahlung in Deutschland hatte sich die Mediengruppe RTL Deutschland gesichert, dabei wurde Super RTL als auszustrahlender Sender festgelegt. Die Serie startete am 15. Februar 2012 im Anschluss an die britische Fantasyserie Merlin – Die neuen Abenteuer und wurde fortan mittwochs zur Hauptsendezeit um 21.15 Uhr gezeigt. Nach der Ausstrahlung der ersten und zweiten Staffel entschied sich der Sender, für die dritte Staffel den Sendeplatz um eine Stunde vorzuverlegen und die Serie ohne Unterbrechung vom 15. August bis zum 10. Oktober 2012 fortzusetzen.

## Episodenliste

### Staffel 1
| Nr. (ges.) | Nr. (St.) | Deutscher Titel              | Originaltitel                | Erstausstrahlung UK | Deutschsprachige Erstausstrahlung (D) |
| ---------- | --------- | ---------------------------- | ---------------------------- | ------------------- | ------------------------------------- |
| 1          | 1         | Lassen wir uns das gefallen? | Will You Tolerate This?      | 7. Okt. 2006        | 15. Feb. 2012                         |
| 2          | 2         | Hüte deine Zunge!            | Sheriff Got Your Tongue?     | 14. Okt. 2006       | 22. Feb. 2012                         |
| 3          | 3         | Der Nachtwächter             | Who Shot the Sheriff?        | 21. Okt. 2006       | 29. Feb. 2012                         |
| 4          | 4         | Elternzeit                   | Parent Hood                  | 28. Okt. 2006       | 7. März 2012                          |
| 5          | 5         | Kein Rest vom Schützenfest   | Turk Flu                     | 4. Nov. 2006        | 14. März 2012                         |
| 6          | 6         | Der Steuerinspektor kommt!   | The Taxman Cometh            | 11. Nov. 2006       | 21. März 2012                         |
| 7          | 7         | Waffenbrüder                 | Brothers in Arms             | 18. Nov. 2006       | 28. März 2012                         |
| 8          | 8         | Der Assassine                | Tattoo? What Tattoo?         | 25. Nov. 2006       | 4. Apr. 2012                          |
| 9          | 9         | Zum Thema Loyalität ...      | A Thing or Two About Loyalty | 2. Dez. 2006        | 11. Apr. 2012                         |
| 10         | 10        | Frieden? Abgeblasen!         | Peace? Off!                  | 9. Dez. 2006        | 18. Apr. 2012                         |
| 11         | 11        | Ein Festival der Schmerzen   | Dead Man Walking             | 16. Dez. 2006       | 25. Apr. 2012                         |
| 12         | 12        | Die Rückkehr des Königs (1)  | The Return of the King       | 23. Dez. 2006       | 2. Mai 2012                           |
| 13         | 13        | Die Rückkehr des Königs (2)  | A Clue: No                   | 30. Dez. 2006       | 9. Mai 2012                           |

### Staffel 2
| Nr. (ges.) | Nr. (St.) | Deutscher Titel         | Originaltitel           | Erstausstrahlung UK | Deutschsprachige Erstausstrahlung (D) |
| ---------- | --------- | ----------------------- | ----------------------- | ------------------- | ------------------------------------- |
| 14         | 1         | Schwesterherz           | Sisterhood              | 6. Okt. 2007        | 16. Mai 2012                          |
| 15         | 2         | Glücksspiel             | The Booby and the Beast | 13. Okt. 2007       | 23. Mai 2012                          |
| 16         | 3         | Wir spielen Robin Hood  | Childhood               | 20. Okt. 2007       | 30. Mai 2012                          |
| 17         | 4         | Der Todesengel          | The Angel of Death      | 27. Okt. 2007       | 6. Juni 2012                          |
| 18         | 5         | Auf den Tauchstuhl!     | Ducking and Diving      | 3. Nov. 2007        | 13. Juni 2012                         |
| 19         | 6         | Für England ...         | For England…!           | 10. Nov. 2007       | 20. Juni 2012                         |
| 20         | 7         | Zeig mir das Geld!      | Show Me the Money       | 17. Nov. 2007       | 27. Juni 2012                         |
| 21         | 8         | Der weinende Rächer     | Get Carter!             | 24. Nov. 2007       | 4. Juli 2012                          |
| 22         | 9         | Lardners Ring           | Lardner's Ring          | 1. Dez. 2007        | 11. Juli 2012                         |
| 23         | 10        | Verschollen             | Walkabout               | 8. Dez. 2007        | 18. Juli 2012                         |
| 24         | 11        | Der Schatz der Nation   | Treasure of the Nation  | 15. Dez. 2007       | 25. Juli 2012                         |
| 25         | 12        | Wir sind Robin Hood (1) | A Good Day to Die       | 29. Dez. 2007       | 1. Aug. 2012                          |
| 26         | 13        | Wir sind Robin Hood (2) | We are Robin Hood       | 29. Dez. 2007       | 8. Aug. 2012                          |

### Staffel 3
| Nr. (ges.) | Nr. (St.) | Deutscher Titel                         | Originaltitel                         | Erstausstrahlung UK | Deutschsprachige Erstausstrahlung (D) |
| ---------- | --------- | --------------------------------------- | ------------------------------------- | ------------------- | ------------------------------------- |
| 27         | 1         | Sonnenfinsternis                        | Total Eclipse                         | 28. März 2009       | 15. Aug. 2012                         |
| 28         | 2         | Für die gute Sache!                     | Cause and Effect                      | 4. Apr. 2009        | 15. Aug. 2012                         |
| 29         | 3         | Die unheilige Bibel                     | Lost in Translation                   | 11. Apr. 2009       | 22. Aug. 2012                         |
| 30         | 4         | Die Sünden des Vaters                   | Sins of the Father                    | 18. Apr. 2009       | 22. Aug. 2012                         |
| 31         | 5         | Mögen die Spiele beginnen ...           | Let the Games Commence                | 25. Apr. 2009       | 29. Aug. 2012                         |
| 32         | 6         | Liebt ihr mich!?                        | Do You Love Me?                       | 2. Mai 2009         | 29. Aug. 2012                         |
| 33         | 7         | Die Dürre                               | Too Hot to Handle                     | 9. Mai 2009         | 5. Sep. 2012                          |
| 34         | 8         | Der König ist tot - lang lebe der König | The King Is Dead, Long Live the King… | 23. Mai 2009        | 5. Sep. 2012                          |
| 35         | 9         | Pakt mit dem Teufel                     | A Dangerous Deal                      | 30. Mai 2009        | 19. Sep. 2012                         |
| 36         | 10        | Dunkles Vermächtnis                     | Bad Blood                             | 6. Juni 2009        | 26. Sep. 2012                         |
| 37         | 11        | Verlorene Brüder                        | The Enemy of My Enemy                 | 13. Juni 2009       | 3. Okt. 2012                          |
| 38         | 12        | Wofür es sich zu kämpfen lohnt (1)      | Something Worth Fighting For, Part 1  | 20. Juni 2009       | 10. Okt. 2012                         |
| 39         | 13        | Wofür es sich zu kämpfen lohnt (2)      | Something Worth Fighting For, Part 2  | 27. Juni 2009       | 10. Okt. 2012                         |

## DVD-Veröffentlichung
Zu Robin Hood wurden folgende DVDs produziert:
Vereinigtes Königreich
- Volume 1 erschien am 13. November 2006.
- Volume 2 erschien am 22. Januar 2007.
- Volume 3 erschien am 26. Februar 2007.

- Staffel 1 komplett erschienen am 26. Februar 2007.
- Staffel 2 komplett erschienen am 3. November 2008.
- Staffel 3 komplett erschienen am 29. Juni 2009.

Deutschland
- Staffel 1.1 erschien am 5. April 2012.[11]
- Staffel 1.2 erschien am 25. Mai 2012.[12]
- Staffel 2.1 erschien am 27. Juli 2012.[13]
- Staffel 2.2 erschien am 28. September 2012.[14]
- Staffel 3.1 erschien am 26. Oktober 2012.[15]
- Staffel 3.2 erschien am 30. November 2012.[16]